# Oranje-Fascisten
Die Oranje-Fascisten (Oranje-Faschisten) waren eine faschistische niederländische Partei. Sie entstammten der Nationaal-Socialistische Nederlandsche Arbeiderspartij (NSNAP, Nationalsozialistische Niederländische Arbeiterpartei). Die Oranje-Fascisten waren 1933 die kleinste faschistische Partei, die bei den Wahlen antrat. Sie stellte lediglich zwei Kandidaten auf, J.G.A. van Zijst (Spitzenkandidat) und H.M. Kempenaar. Die Wahlerfolge waren überaus gering, sie erhielt nur 261 Stimmen (0,007 %) in den zwei Wahlkreisen, in denen sie antrat, Utrecht und Arnheim.
Nach einer Aussage von Van Zijst waren die Oranje-Fascisten eigentlich zunächst mit Unterstützung der NSNAP angetreten, um der NSNAP-Konkurrenz Algemeene Nederlandsche Fascisten Bond (ANFB, Allgemeiner Niederländischer Faschistenbund) Stimmen abspenstig zu machen. Im letzten Moment habe jedoch die NSNAP die Unterstützung zurückgezogen und sich im Gegenzug gegen ihn gewandt, dies sei so weit gegangen, dass sie gedroht habe, ihn zu entführen. Van Zijst tauchte daraufhin unter, wodurch die geplante Wahlkampagne zum Erliegen kam. Trotz seiner Aussage, mit dem niederländischen Faschismus innerlich abgerechnet zu haben, wurde Van Zijst später Mitglied des ANFB, gegen den er zuvor noch angetreten war, und der Corporatieve Concentratie, einer ebenfalls faschistischen Gruppierung.